# 니타 플리즈

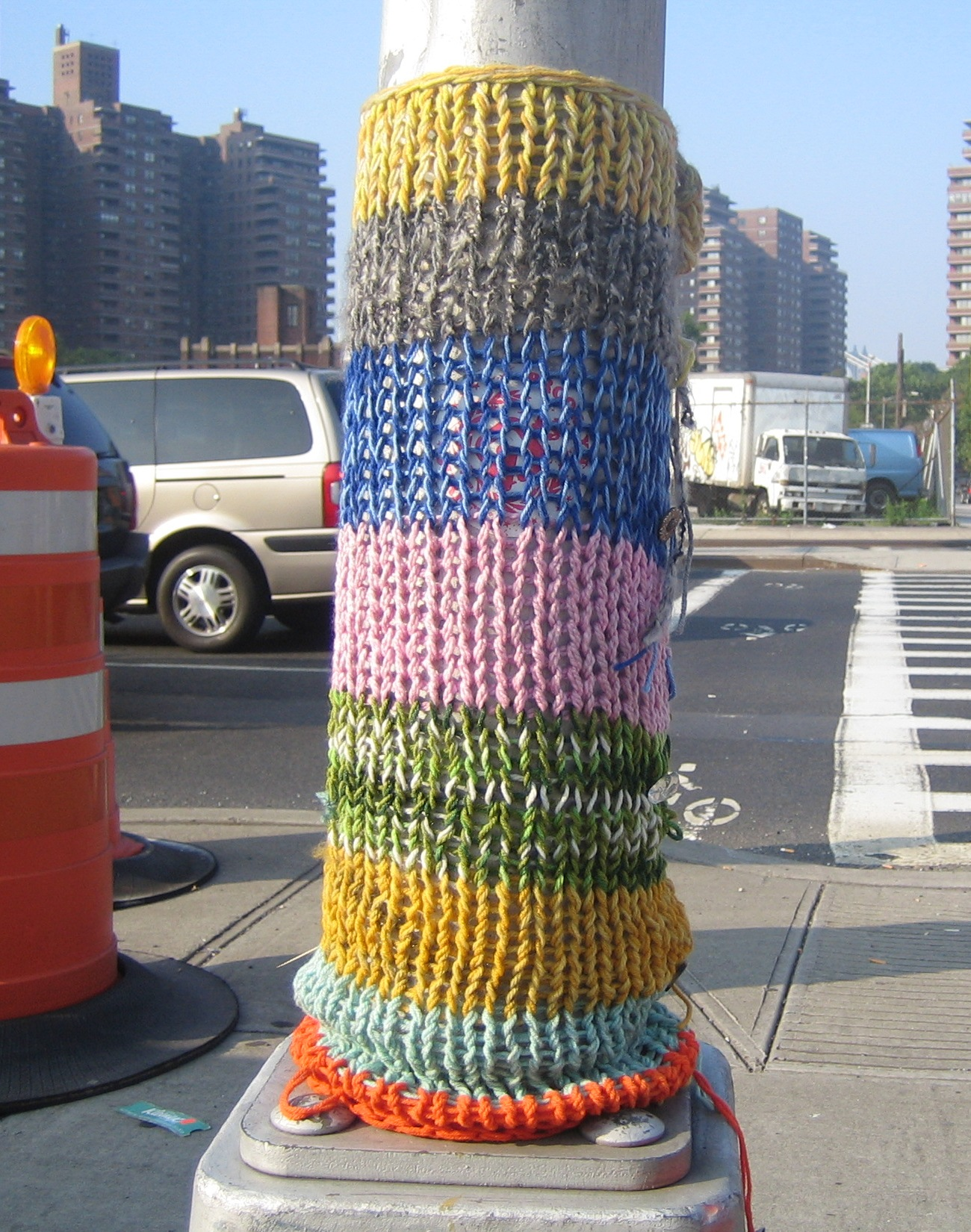
뉴욕의 뜨개질된 소화전.

니타 플리즈(Knitta Please)는 2005년 텍사스 휴스턴에서 시작된 뜨개질로 낙서하는 운동을 하는 사람들의 집단을 일컫는다. 그들은 가로등, 파킹미터, 공중전화 부스, 표지판 등 길거리에 있는 공공건축물에 뜨개질을 입힌다. 니타 플리즈는 "니트 그래피티", "얀 스토밍", "얀 바밍" 등으로 불리기도 한다.
그들의 목표는 거리를 더 따뜻하고 포근하게 만드는 것이다. 니타 플리즈는 2007년 말 11명의 구성원으로 되었지만, 여행과 뜨개질을 계속하려는 설립자 때문에 수가 줄었다. 국제적으로는 여러 단체들이 생겨 니타 플리즈의 뜻을 같이 하고 있다. 미국을 포함한 전세계로 그들의 예술을 보여주고 있다.

## 역사
니타 플리즈는 폴리코튼(PolyCotN)이라는 사람이 시작했다. 그녀는 2005년 10월,  아크릴릭(Akrylik)이라는 여자와 뜨개질 계획의 미완성에 대한 절망을 달래기 위해서 그녀와 함께 니타 플리즈를 창시했다. 첫번째 작업은 사예(Sayeg)의 휴스턴 가게의 앞문에 덮개를 씌우는 것이었다. 예상치 못하게 그녀와 손님들을 그것을 좋아했고, 이것을 계기로 더 많은 뜨개질을 하기로 하였다.